# 臺灣焰灰蝶
臺灣焰灰蝶（学名：Japonica patungkoanui），又名高砂紅小灰蝶;紅小灰蝶、赤小灰蝶、黃灰蝶、臺灣紅灰蝶，为灰蝶科焰灰蝶屬下的一个种。

## 描述

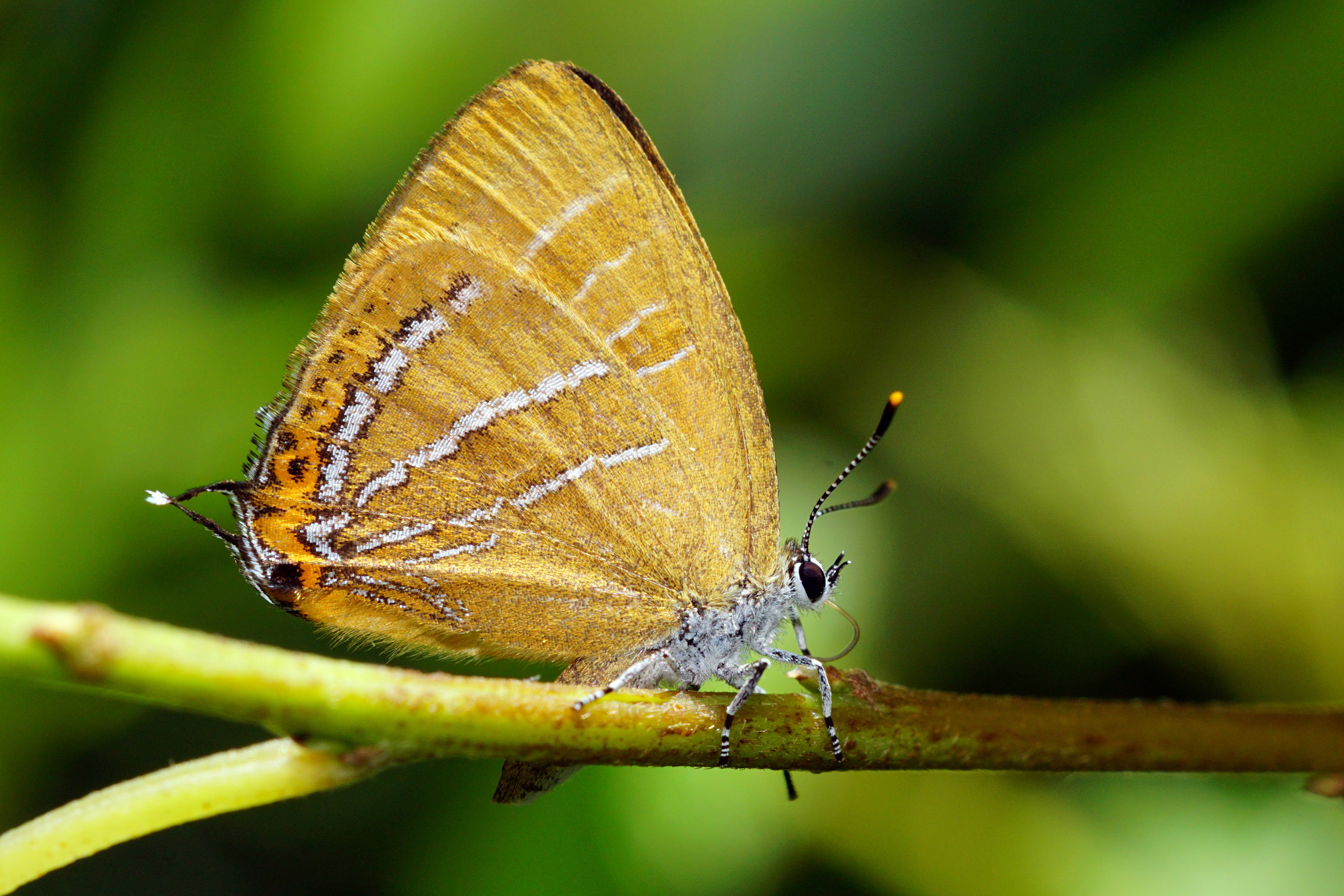
台灣焰灰蝶 Japonica patungkoanui

本種為中型灰蝶，雌雄外型相似。全身背面橙色，腹面白色。頭部褐色，複眼具白邊並疏被毛，觸角深褐有白環，下唇鬚前伸漸細，末端尖，白色帶褐端。足白，跗節具深褐帶紋。
前翅長12-20 mm，呈三角形，外緣略凸；後翅近扇形，CuA2脈末端具絲狀尾突。翅背面橙色，前翅翅頂有深褐色斑，後翅CuA1室有黑點；翅腹面橙色，斑紋自背面可透視。前、後翅皆具中央線帶，前翅為細白邊、後翅為粗銀白邊；前翅中室末端有白邊短條紋。亞外緣帶紋由內側白線、外側黑線與深褐色小點組成，前翅此紋列漸消失，僅CuA室留有白黑線。前翅緣毛橙色，後翅緣毛以白色為主。

## 分佈
本種為臺灣特有種，主要分布於本島中海拔地區。

## 棲地
棲息於常綠闊葉林，一年一代。成蝶夏季出現，多活動於樹冠，會訪問殼斗科植物的花。冬季以卵越冬，卵產於寄主休眠芽基部，並被枝條表面附著物覆蓋隱藏。
幼蟲以櫟屬植物的新芽與幼葉為食，寄主包括狹葉櫟、錐果櫟、毽子櫟、青剛櫟等殼斗科植物。

## 外部連結
台灣蝴蝶保育協會

台灣蝴蝶誌-台灣焰灰蝶/紅小灰蝶 （页面存档备份，存于）